# Kevin Chamorro
Kevin José Chamorro Rodríguez (ur. 8 kwietnia 2000 w Liberii) – kostarykański piłkarz pochodzenia nikaraguańskiego występujący na pozycji bramkarza, reprezentant Kostaryki, od 2024 roku zawodnik portugalskiego Estoril.